# Astathes costipennis
Astathes costipennis là một loài bọ cánh cứng trong họ Cerambycidae.